# Otto Magnus Hastfehr
Otto Magnus Hastfehr, född omkring 1650, död 1718, var en svensk militär.
Otto Magnus Hastfehr blev officer 1674, var kapten vid Johan Leonard Wittenbergs dragonregemente och blev 1701 överstelöjtnant vid Wikiska lantmilisregementet i Estland. Han blev fången genom Narvas kapitulation 1704 och var chef för Västra skånska infanteriregementet 1711–1718.